# Esposados
Esposados (frei übersetzt Gefesselt mit Handschellen) ist ein spanischer Kurzfilm von Juan Carlos Fresnadillo aus dem Jahr 1996, für und mit dem er für einen Oscar nominiert war.

## Inhalt
Antonio und Concha sind ein Paar. Immer wieder kommt es zu Streitigkeiten zwischen ihnen, wobei es meist ums Geld geht. Als sie bei einer Weihnachtslotterie mitmachen, ist es Concha, die den Jackpot knackt. Anders als man vermuten könnte, führt das nicht zu weniger Streit, sondern zu neuen Streitigkeiten darüber, wie das gewonnene Geld verwendet werden soll. Da Concha eine sehr herrische Person ist, beginnt sie sogleich damit, Pläne zu machen, wie das Geld eingesetzt werden soll. Das Gewinnerlos trägt sie vorsichtshalber in einer Kette mit Medaillon um ihren Hals.
Aber auch Antonio hat Wünsche und Träume, die allerdings ganz anders aussehen. Er hat schon länger genug von Concha und möchte sie gern loswerden. Schon lange träumt er von einem Urlaub in Brasilien ohne Concha, wo er sich in der Sonne liegend sieht mit einer schönen Frau an seiner Seite. Concha möchte er möglichst nie mehr wiedersehen. So beginnt er damit, sich im Kopf Pläne zurechtzulegen, wie er seine inzwischen ungeliebte Partnerin loswerden kann, um an das Los heranzukommen, um sodann über das gewonnene Geld ohne Conchas Einmischung verfügen zu können.
Durch Antonios Kopf geistern verschiedene Bilder, wie er sein Vorhaben umsetzen könnte. Vermischt werden seine Phantasien mit Bildern, in denen er sich immer wieder am Strand in Brasilien sieht, umgeben von schönen Frauen. Diese Bilder wechseln ab mit Bildern, wie Concha nach dem Trinken einer Tasse Tee, bewusstlos zu Boden stürzt, und er ihr das Medaillon abnimmt. Ein anderes Mal, nachdem beide zusammen gefeiert haben, sieht er eine Chance, die angetrunkene Concha loszuwerden, indem sie eine Treppe hinunterstürzt. Ob das alles nur in seiner Fantasie stattfindet oder Concha tatsächlich tot ist, bleibt im Dunklen. Kurz taucht vor Antonios innerem Auge sein neuer Nachbar auf, ein Polizeiveteran, der kurz vor der Pensionierung steht. Als er mit der regungslosen Frau auf dem Arm das Haus verlassen will, richten jede Menge Polizisten, die sozusagen aus dem Nichts auftauchen, auf einmal ihre Pistolen auf den entgeisterten Antonio.
In der letzten Filmszene winkt Antonio der weit von ihm entfernten Concha an einem Traumstrand zu, hebt einen Bumerang vom Boden auf und wirft ihn in ihre Richtung. Am Kopf getroffen, bricht Concha blutend im Sand zusammen.

## Produktion, Veröffentlichung
Produziert wurde der Film von Juan Carlos Fresnadillo P. C., La Mirada Producciones, Papi Productions und Zodiac Films. Gedreht wurde auf Teneriffa auf den Kanarischen Inseln in Spanien.
Premiere hatte der Film am 16. November 1996 in Spanien. In den Vereinigten Staaten ist der Filmtitel Linked.

## Rezeption

### Kritik
Pablo Vilas befasste sich mit dem Film im Alegando! Magazine und sprach von einem Meilenstein in der Geschichte des kanarischen (und spanischen) Kinos, da es der erste Kurzfilm des Staates gewesen sei, der für einen Oscar nominiert war. Der Kurzfilm sei auch eine Art Remake des Pilotkapitels von Stories to Keep Sleeping mit dem Titel The Birthday (Narciso Ibáñez, 1966), was wiederum eine Adaption der Geschichte Pesadilla en Amarillo des amerikanischen Schriftstellers Fredric Brown sei. Der mit vierzig nationalen und internationalen Auszeichnungen prämierte Film fessele den Zuschauer schon beim zweiten oder dritten Ansehen. Es gelinge ihm, den Zuschauer vor Erstaunen zum Lachen zu bringen, indem er die Hitchcock-Spannung erfolgreich mit dem schwarzen Humor spanischer Filme wie El Verdugo/Der Henker von Luis García Berlanga (eine seiner Referenzen) kombiniere. Doch gehe der Film über reine Unterhaltung hinaus. Seine Liebe zum Detail, seine vielen Symboliken und sein letzter Ausflug in den Surrealismus würden unauslöschliche Spuren auf der Netzhaut und in der Geschichte unserer Kinos hinterlassen.

### Auszeichnungen
Alcalá de Henares Short Film Festival 1996
- Juan Carlos Fresnadillo Gewinner des National Short Film Awards

Gijón International Film Festival 1996
- Juan Carlos Fresnadillo Gewinner des Grand Prix Asturias in der Kategorie „Bester Kurzfilm“
- Juan Carlos Fresnadillo Gewinner des Spezialpreises der Jury in der Kategorie „Bester Kurzfilm“, verbunden mit Te lo mereces

Goya Awards 1997
- Nominiert für den Goya Juan Carlos Fresnadillo in der Kategorie „Bester fiktionaler Kurzfilm“ (Mejor Cortometraje de Ficción)

Madridimagen 1997: Gewinner in der Kategorie „Beste Kamera“
Málaga International Week of Fantastic Cinema 1997
- Juan Carlos Fresnadillo Gewinner in der Kategorie „Bester spanischer Kurzfilm“

L’Alfás de Pi Film Festival 1997
- Juan Carlos Fresnadillo Gewinner 1er Premio in der Kategorie „Bester Kurzfilm“
- Nacho Ruiz Capillas Gewinner in der Kategorie „Bester Schnitt“
- Juan Carlos Fresnadillo Gewinner in der Kategorie „Beste Regie“

Academy Awards, USA 1997
- Nominiert für den Oscar Juan Carlos Fresnadillo in der Kategorie „Bester Kurzfilm“